# Puchar Polski w piłce nożnej kobiet (2018/2019)
Puchar Polski w piłce nożnej kobiet 2018/2019 – 35. edycja rozgrywek o piłkarski Puchar Polski kobiet, zorganizowana przez Polski Związek Piłki Nożnej na przełomie 2018 i 2019 roku. Trofeum zdobył Medyk Konin, pokonując 4:3 w meczu finałowym na Stadionie Miejskim w Łodzi Czarnych Sosnowiec.

## Wyniki

### I runda
| 17 października 2018 13.00 CET | ZTKKF Stilon Gorzów Wielkopolski | 0:0 (k. 2:3) | Medyk II Konin |  |
|                                |                                  |              |                |  |

| 17 października 2018 15.00 CET | Olimpia Szczecin · Laura Witkowska 43' | 1:1 (k. 4:3)1:1 | Pogoń Tczew · 19' Karolina Kwiatkowska |  |
|                                |                                        |                 |                                        |  |

| 17 października 2018 15.00 CET | UKS SMS II Łódź · Paulina Oleksiak 57' | 1:20:0 | GKS Katowice · 55' Angelina Łąckiewicz-Oślizło · 82' Kinga Kozak |  |
|                                |                                        |        |                                                                  |  |

| 17 października 2018 15.30 CET | Sokół Kolbuszowa Dolna · Klaudia Korab 83' | 1:1 (k. 4:3)0:1 | AZS PSW Biała Podlaska · 7' Natalia Stasikowska |  |
|                                |                                            |                 |                                                 |  |

| 17 października 2018 18.00 CET | Rolnik Biedrzychowice · Aleksandra Misiak 44' · Ilona Kujawska 89' | 2:11:0 | AZS Wrocław · 88' Katarzyna Nowaczyk |  |
|                                |                                                                    |        |                                      |  |

| 24 października 2018 14.00 CET | KSP Kielce | 0:60:1 | Rysy Bukowina Tatrzańska · 41', 57' Klaudia Maciążka · 53', 60' Julia Gawlak-Socka · 64' Brygida Solawa · 66' Kristína Kokošková |  |
|                                |            |        | |  |

| 24 października 2018 17.00 CET | KKP Bydgoszcz · Daria Gugała 80' | 1:1 (k. 4:3)0:1 | KKP Stomil Olsztyn · 42' Anna Siwicka |  |
|                                |                                  |                 |                                       |  |

| 24 października 2018 17.30 CET | Włókniarz Białystok | 3:0 wo.0:1 | Praga Warszawa · 30' Agata Kucharska |  |
|                                |                     |            |                                      |  |

1. ↑  na boisku 0:1

### 1/8 finału
| 7 listopada 2018 13.00 CET | Olimpia Szczecin · Patrycja Sosna 26' | 1:151:10 | Medyk Konin · 4', 78' Klaudia Łasicka · 9', 15', 21', 39', 42' Anna Gawrońska · 20', 35', 61' Dominika Kopińska · 25', 71' Nikol Kaletka · 33' Nicole Zając · 81' Sandra Sałata · 86' Natalia Pakulska |  |
|                            |                                       |          | |  |

| 7 listopada 2018 13.00 CET | Rysy Bukowina Tatrzańska · Klaudia Maciążka 21', 90' · Sabina Kornaś 34' | 3:42:2 | AZS UJ Kraków · 20', 88' Katarzyna Włodarczyk · 40' Agnieszka Bryzek · 64' Klaudia Gęślak |  |
|                            |                                                                          |        |                                                                                           |  |

| 10 listopada 2018 17.00 CET | Rolnik Biedrzychowice · Aleksandra Misiak 18' | 1:1 (k. 4:5)1:0 | Mitech Żywiec · 65' Patrycja Biegun |  |
|                             |                                               |                 |                                     |  |

| 28 listopada 2018 12.00 CET | Włókniarz Białystok | 0:80:3 | UKS SMS Łódź · 8' Maja Osińska · 40' Nadia Stanović · 41' Paulina Filipczak · 54', 68' Klaudia Jedlińska · 65', 90' Nikola Karczewska · 88' Anna Wesołowska |  |
|                             |                     |        | |  |

| 28 listopada 2018 13.00 CET | Medyk II Konin | 0:30:1 | AZS PWSZ Wałbrzych · 23' Dominika Głowacka · 77', 86' Klaudia Miłek |  |
|                             |                |        |                                                                     |  |

| 28 listopada 2018 13.00 CET | Sokół Kolbuszowa Dolna | 0:90:4 | Górnik Łęczna · 13' Gabriela Grzywińska · 31', 38' Sylwia Matysik · 37' sam. · 48', 53' Dominika Grabowska · 54' Weronika Zawistowska · 70' Małgorzata Grec · 81' Alicja Materek |  |
|                             |                        |        | |  |

| 28 listopada 2018 17:00 CET | KKP Bydgoszcz · Anna Lewandowska 14', 16' | 2:2 (k. 5:4)2:0 | Olimpia Szczecin · 55', 70' Roksana Ratajczyk |  |
|                             |                                           |                 |                                               |  |

| 28 listopada 2018 17.00 CET | Czarni Sosnowiec · Patrícia Hmírová 32', 63' | 2:01:0 | GKS Katowice |  |
|                             |                                              |        |              |  |

### Ćwierćfinały
| 26 stycznia 2019 18.00 CET | Medyk Konin · Dominika Kopińska 23', 53', 85' · Nicole Zając 32' · Natalia Chudzik 42' (k.) · Anna Gawrońska 83' | 6:03:0 | Mitech Żywiec |  |
|                            | |        |               |  |

| 16 lutego 2019 11.00 CET | UKS SMS Łódź · Katarzyna Konat 32' · Paulina Filipczak 53' · Klaudia Jedlińska 81' | 3:11:0 | AZS PWSZ Wałbrzych · 90' Małgorzata Mesjasz |  |
|                          |                                                                                    |        |                                             |  |

| 16 lutego 2019 12.00 CET | Górnik Łęczna · Emilia Zdunek 87' (k.) · Gabriela Grzywińska 88' | 2:10:1 | AZS UJ Kraków · 24' Klaudia Kubaszek |  |
|                          |                                                                  |        |                                      |  |

| 17 lutego 2019 17.00 CET | KKP Bydgoszcz | 0:30:1 | Czarni Sosnowiec · 28' Martyna Wiankowska · 75' Patrícia Hmírová · 87' Patrícia Fischerová |  |
|                          |               |        |                                                                                            |  |

### Półfinały
| 5 maja 2019 13.00 CET | Czarni Sosnowiec · Patrícia Hmírová 90' (k.) | 1:1 (k. 5:4)0:0 | UKS SMS Łódź · 76' Klaudia Jedlińska |  |
|                       |                                              |                 |                                      |  |

| 5 maja 2019 17.00 CET | Medyk Konin · Nikol Kaletka 23' · Dominika Kopińska 50' | 2:11:1 | Górnik Łęczna · 12' Alicja Materek |  |
|                       |                                                         |        |                                    |  |

### Finał
| 19 czerwca 2019 18.00 CET | Medyk Konin · Natalia Chudzik 7' · Dominika Kopińska 16', 71' · Anna Gawrońska 36' | 4:3 | Czarni Sosnowiec · 51' Dżesika Jaszek · 78' Patrícia Hmírová · 80' Martyna Wiankowska | Stadion Miejski, Łódź Widzów: 2 500 Sędzia: Magdalena Figura-Łyżwa |
|                           |                                                                                    |     |                                                                                       |                                                                    |